# Hot Properties
Hot Properties (no Brasil Corretoras), é uma série de comédia americana, que foi ao ar pela primeira vez, em 7 de outubro de 2005, nos Estados Unidos, pelo canal ABC. No Brasil Corretoras foi transmitida pelos canais Warner Channel e SBT. A série girava em torno de quatro amigas corretoras, com personalidades distintas. Foram treze episódios em uma temporada.

## Sinopse
O mercado imobiliário de Manhattan é disputadíssimo. Ninguém sempre consegue o que quer, então elas sempre procuram por algo melhor — um conceito que também se aplica aos seus relacionamentos. Essas mulheres bem sucedidas profissionalmente, em diversos estágios de suas vidas, são bem diferentes entre si, e usam estratégias bem pessoais para conquistar os melhores clientes. Aos 40 anos, a agente imobiliária Ava Summerlin (Gail O'Grady, "American Dreams") comanda a firma Hot Properties. Essa ex-mulher festeira está totalmente apaixonada por seu novo marido, um belo jovem de 25 anos que não sabe a verdadeira idade dela — um fato que suas colegas de trabalho sempre relembram. Ava e seu marido querem iniciar uma família o mais breve possível, mas algo não está dando certo e Ava questiona se sua idade ou a carreira dele como nadador estão evitando que o sonho deles se torne realidade. Na firma também trabalha Chloe Reid (Nicole Sullivan, "The King of Queens"), que é capaz de encontrar a felicidade com qualquer homem que pelo menos consiga se lembrar de um encontro com ela no dia seguinte. Viciada em livros de auto-ajuda, Chloe ainda está digerindo o livro que a ajudou a perceber que ninguém até hoje fez "aquilo" com ela. Recentemente divorciada após estar casada com um homem gay — sem saber — por dez anos, a sexy Lola Hernandez (Sofía Vergara) precisa melhorar seu "radar gay" antes de voltar a namorar novamente, o que ela teme fazer. Sem medo de dizer o que pensa, Lola parece não saber o efeito que ela causa nos homens. E a última adição a esse eclético grupo de trabalho é a jovem e rica Emerson Ives (Christina Moore, "MADtv"), uma mulher que nunca trabalhou um dia sequer em sua vida. Emerson instantaneamente forma uma forte ligação com as mulheres, que a conheceram enquanto ofereciam uma nova casa para ela — mesmo sabendo que o supostamente virgem noivo dela não é nada do que aparenta ser. Ela traz para a firma sua agenda de telefones repleta de amigos que querem comprar uma casa. No final do corredor, as mulheres são vizinhas do divertido e divorciado terapeuta Dr. Sellers Boyd (Evan Handler, "Sex and the City"), que analista e questiona tudo, e do vaidoso e sexy dermatologista Dr. Charlie Thorpe (Stephen Dunham, "What I Like About You"), um típico homem que gosta de ter apenas relacionamentos superficiais.

## Elenco
- Gail O'Grady - Ava Summerlin
- Nicole Sullivan - Chloe Reid
- Sofía Vergara - Lola Hernandez
- Christina Moore - Emerson Ives
- Evan Handler - Dr. Sellers Boyd
- Stephen Dunham - Dr. Charlie Thorpe
- Amy Hill - Mary

## Lista de Episódios
- 1º episódio - Pilot (7 outubro, 2005)
- 2º episódio - Chick Stuff (14 outubro, 2005)
- 3º episódio - Online Dating (21 outubro, 2005)
- 4º episódio - Sex, Lies & Chubby Chasers (28 outubro, 2005)
- 5º episódio - Dating Up, Dating Down (4 novembro, 2005)
- 6º episódio - Waiting For Oprah (11 novembro, 2005)
- 7º episódio - Return of the Ring (15 novembro, 2005)
- 8º episódio - When Chloe Met Marco (18 novembro, 2005)
- 9º episódio - Whatever Lola Wants (25 novembro, 2005)
- 10º episódio - It's a Wonderful Christmas Carol on 34th Street (9 dezembro, 2005)
- 11º episódio - Killer Bodies (16 dezembro, 2005)
- 12º episódio - GRRR (23 dezembro, 2005)
- 13º episódio - El Dia de Compasion (30 dezembro, 2005)